# Fundo Federação Brasileira pelo Progresso Feminino

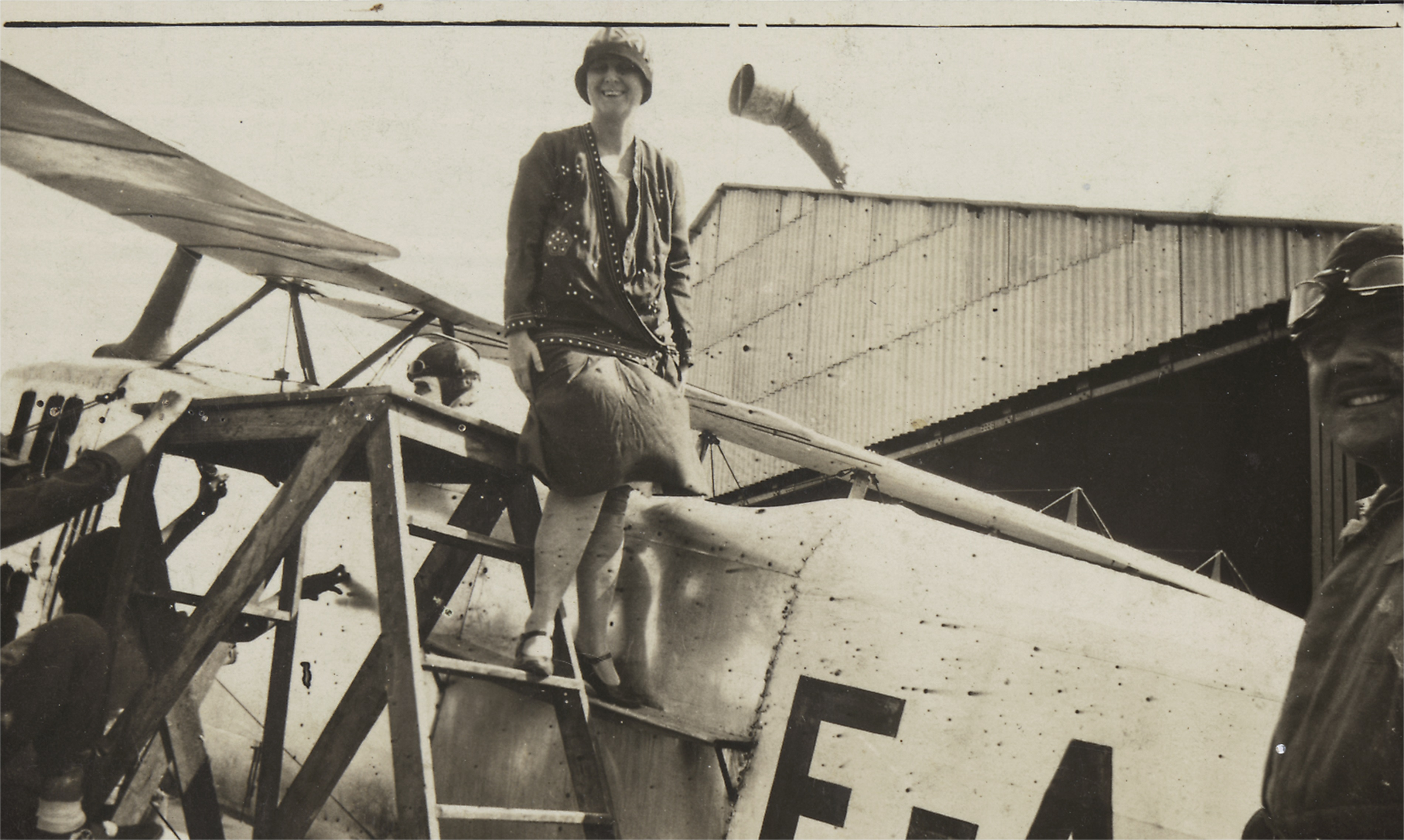
A fotografia de Bertha Lutz ao lado de um avião, com o qual foram distribuídos panfletos pelo voto feminino, em 1927. O registro foi descrito como tendo "todos os ingredientes da ousadia: posar junto a um meio de transporte ainda recente, marcado pelo risco, a velocidade, a altitude; um voo pelos direitos das mulheres e em nome da Federação pelo Progresso Feminino que ela havia fundado em 1922".

O Fundo Federação Brasileira pelo Progresso Feminino é um fundo do Arquivo Nacional, que reúne itens da Federação Brasileira pelo Progresso Feminino. Composto por fotografias e documentos, principalmente, o fundo retrata a formação da luta das mulheres por seus direitos, como o de trabalhar e votar.
Primeiramente denominada Federação Brasileira das Ligas pelo Progresso Feminino, "a Federação Brasileira pelo Progresso Feminino (FBPF) foi fundada em 09 de agosto de 1922, em meio ao clima de contestação e transformação do período marcado pela eclosão dos movimentos modernista e tenentista no país. Entidade sem filiação partidária e considerada de utilidade pública em 05 de agosto de 1924, tinha como finalidade a expansão dos direitos civis e políticos das mulheres, além da valorização das mesmas, através do reconhecimento de seu espaço na sociedade, e de seu papel fundamental no âmbito privado, no seio da família".
Tudo isso acontecia dentro de uma perspectiva reformista, que a própria Bertha Lutz assumia:
"O movimento feminino é geralmente uma reforma pacífica, mas nem por isso deixa de ser uma revolução de costumes, praxes e leis. A nenhum movimento melhor se applica o conceito de Revolução Permanente, creado por um observador contemporâneo..."
O fundo é composto por correspondência, fotografias, desenhos, boletins, estatutos, atas, recortes de jornais, lista de filiadas, textos e discursos, entre outros documentos, cuja produção remonta ao período compreendido entre os anos de 1918 e 1985. Esse acervo compila itens provenientes de doações ao Arquivo Nacional em 1976, 1985, 1986 e 2006. Doações foram realizadas por Maria Sabina Albuquerque, Ilka Duque Estrada Bastos, Renée Lamounier e Aída Mendonça de Souza e Maria Luiza Carvalho de Mesquita.
A maior conquista da FBPF foi o direito ao voto feminino:
"A conquista do direito feminino ao sufrágio – primeiro com o Código Eleitoral de 1932 e, finalmente, com a Carta Constitucional de 1934 –, a aprovação de mulheres em cargos públicos de relevância e a eleição de Bertha Lutz como deputada constituinte são exemplos da eficácia dos meios adotados pela FBPF para a consecução de seus objetivos."
Foi reconhecido pelo Programa Memória do Mundo, da UNESCO, em 2018.
Pela primeira vez em sua história, o Comitê Nacional do Brasil do Programa Memória do Mundo da Unesco - MoWBrasil votou pela inclusão de um acervo como patrimônio documental perdido, abrindo o “Registro Nacional do Brasil de Patrimônio Documental Perdido ou Desaparecido”, conforme orientação do Item 4.9 das Diretrizes Para a Salvaguarda do Patrimônio Documental (edição revisada de 2002), documento norteador do Programa Memória do Mundo da Unesco.
O Fundo Bertha Lutz, custodiado pelo Museu Nacional, foi originalmente apresentado em julho de 2018 ao Edital MoWBrasil 2018, como parcela da candidatura conjunta "Feminismo, ciência e política – o legado Bertha Lutz, 1881-1985", da qual faziam parte também parcelas de acervos custodiados pelo Arquivo Histórico do Itamaraty; pelo Arquivo Nacional; pelo Centro de Documentação e Informação da Câmara dos Deputados; e pelo Centro de Memória da Universidade Estadual de Campinas – CMU/UNICAMP.
Após o incêndio que destruiu o acervo da Seção de Memória e Arquivo Histórico - SEMEAR do Museu Nacional, em 2 de setembro de 2018, foi solicitado formalmente ao Comitê MoWBrasil, pelos proponentes da candidatura, que fosse considerada a inclusão da parcela do Museu Nacional no Registro Nacional do Brasil de Patrimônio Documental Perdido ou Desaparecido. Após processo de avaliação normal da candidatura como um todo e sua aprovação como bem de patrimônio documental brasileiro, o Comitê MoWBrasil votou por incluir a parcela do Museu Nacional com "patrimônio documental perdido".